# Estación Ciudadela
Ciudadela es una estación ferroviaria ubicada en la ciudad del mismo nombre, partido de Tres de Febrero, Gran Buenos Aires, Argentina.

## Servicios
Forma parte de la Línea Sarmiento.
Es un centro de transferencia intermedio del servicio eléctrico metropolitano que se presta entre las estaciones Once de Septiembre y Moreno.

## Ubicación e Infraestructura
Se encuentra sobre la Avenida Rivadavia al 12.500. Es la primera estación de la línea que se ubica dentro de la Provincia de Buenos Aires al cruzar el límite de la Avenida General Paz.
Tiene cuatro vías, un andén central y dos laterales. Originalmente contaba solo con un andén central que actualmente se encuentra clausurado ya que sirve a las vías rápidas cuyos trenes no se detienen en esta estación. Se utilizan únicamente en casos de emergencia por desvío de los trenes locales a las vías rápidas.
Los andenes laterales fueron agregados recientemente cuando se intercambió la circulación entre las vías rápidas y locales en toda la línea. Son los que están hablilitados y sirven a los trenes locales que son los únicos que se detienen aquí.
La estación no cuenta con edificio aunque tiene dos boleterías en sendos andenes laterales y un túnel que vincula todos los andenes y una boletería subterránea clausurada. Los monitores de información de arribo de trenes se encuentran en este túnel.
El andén 4 (local dirección Once) cuenta con sanitarios habilitados.
Únicamente los andenes laterales son accesibles ya que cuentan con rampa.

## Historia
La estación fue inaugurada el 1 de diciembre de 1910, en el día en que además se celebró la fundación de la ciudad de Ciudadela; por ese entonces el ferrocarril prestaba un servicio diario de 18 trenes a vapor.
El 1 de mayo de 1923 se inaugura el servicio de trenes eléctricos.

## Galería fotográfica

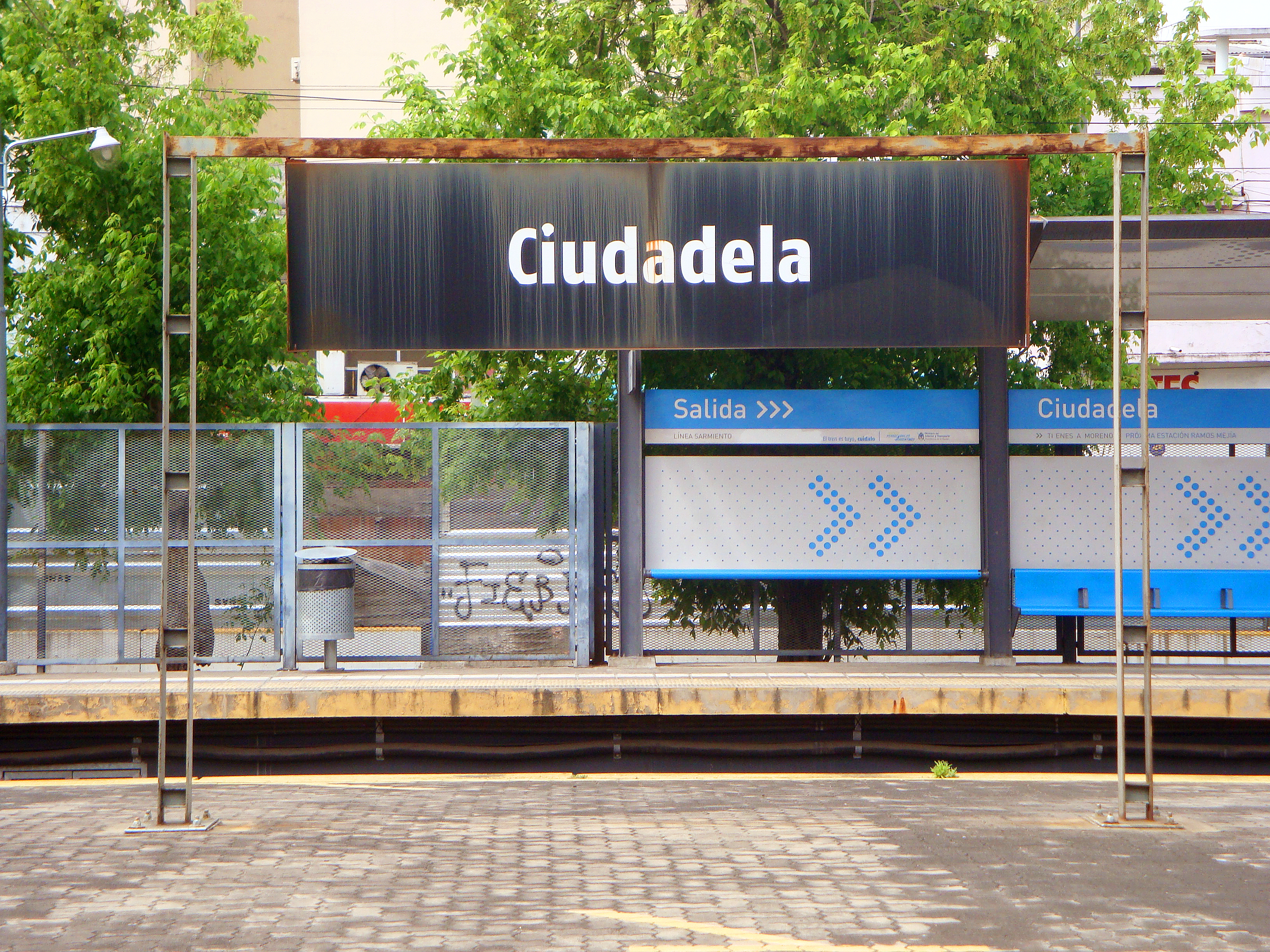
Cartel de identificación
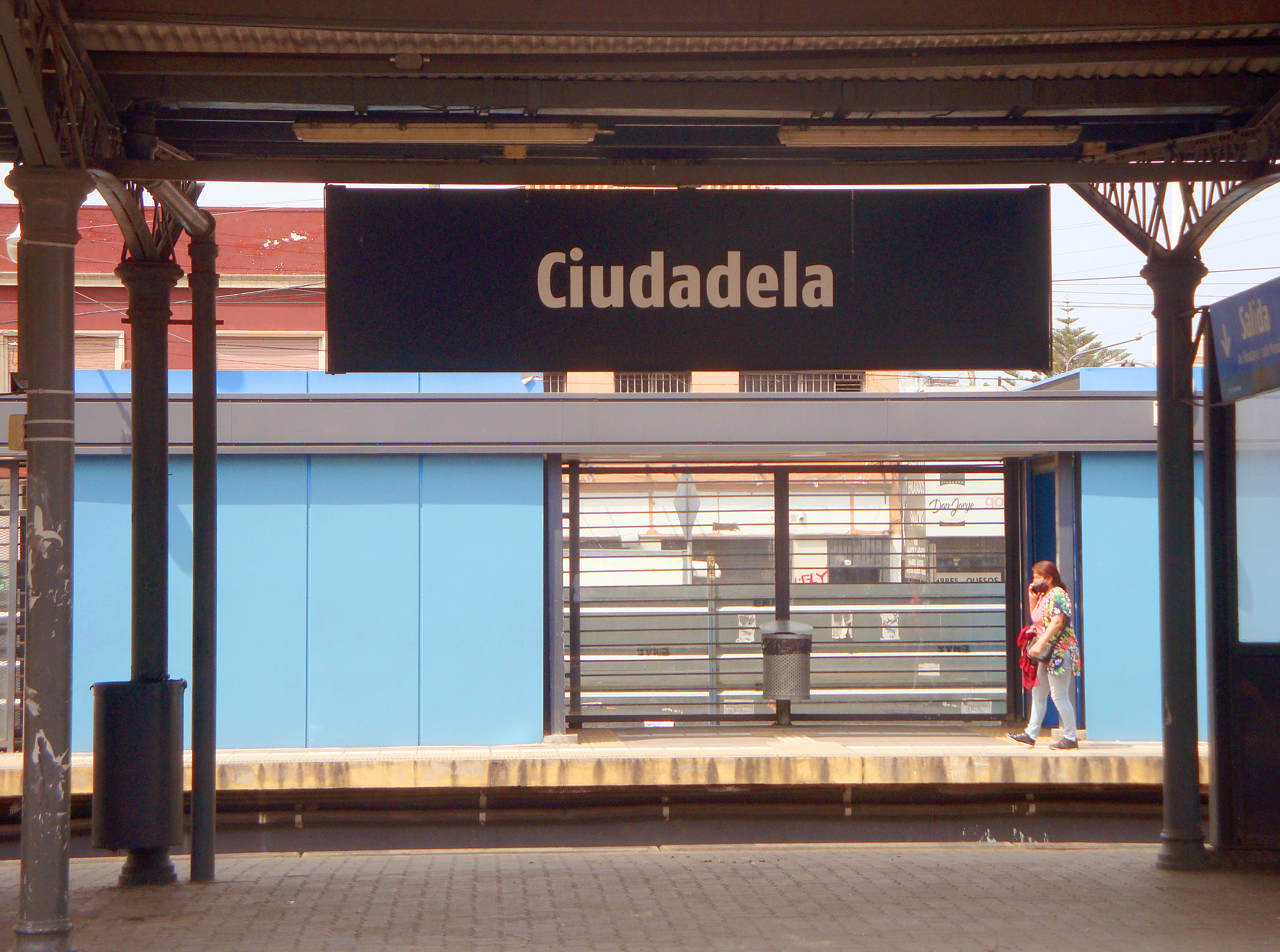
Cartel de identificación
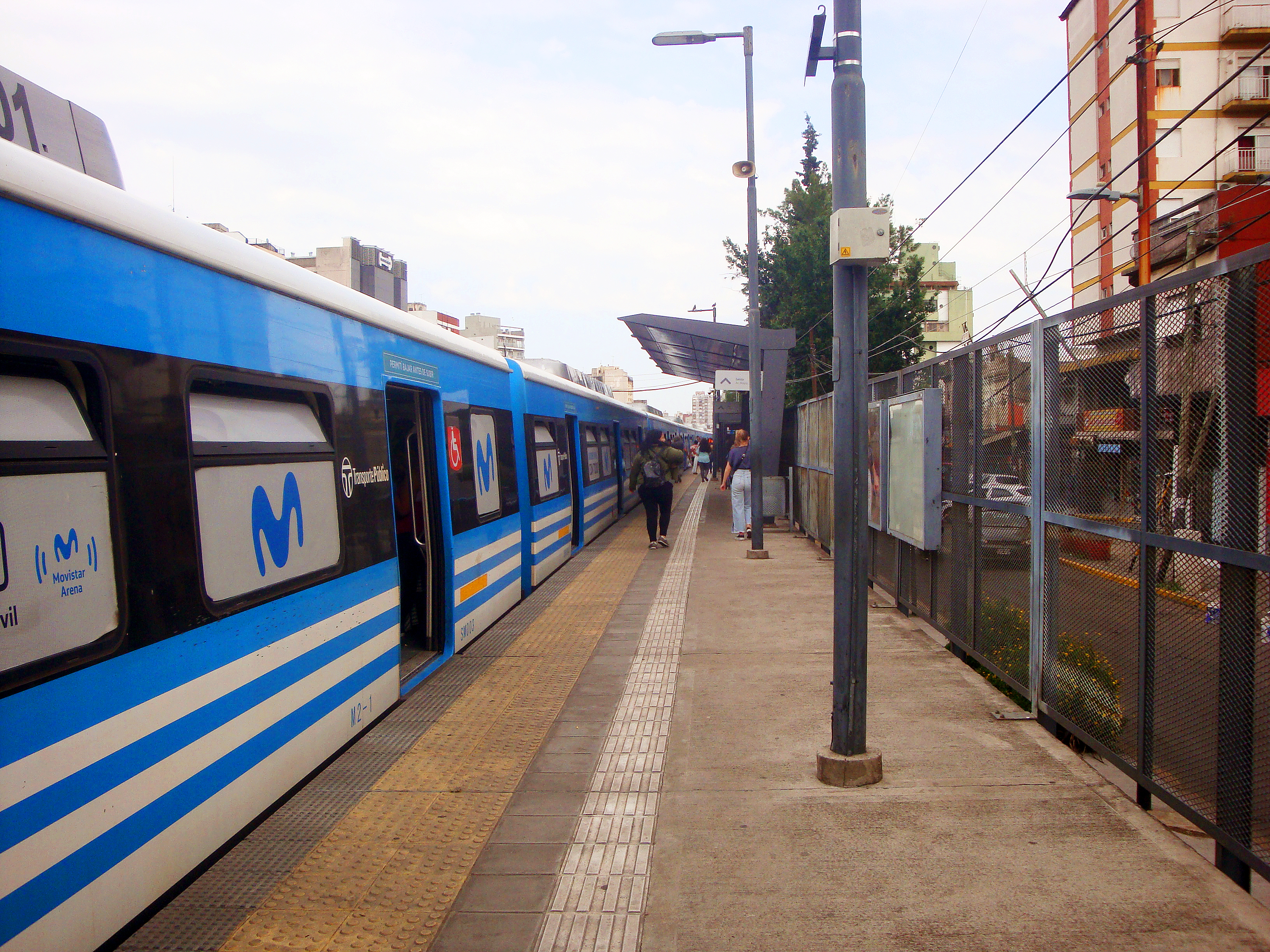
Vista del andén hacia Once
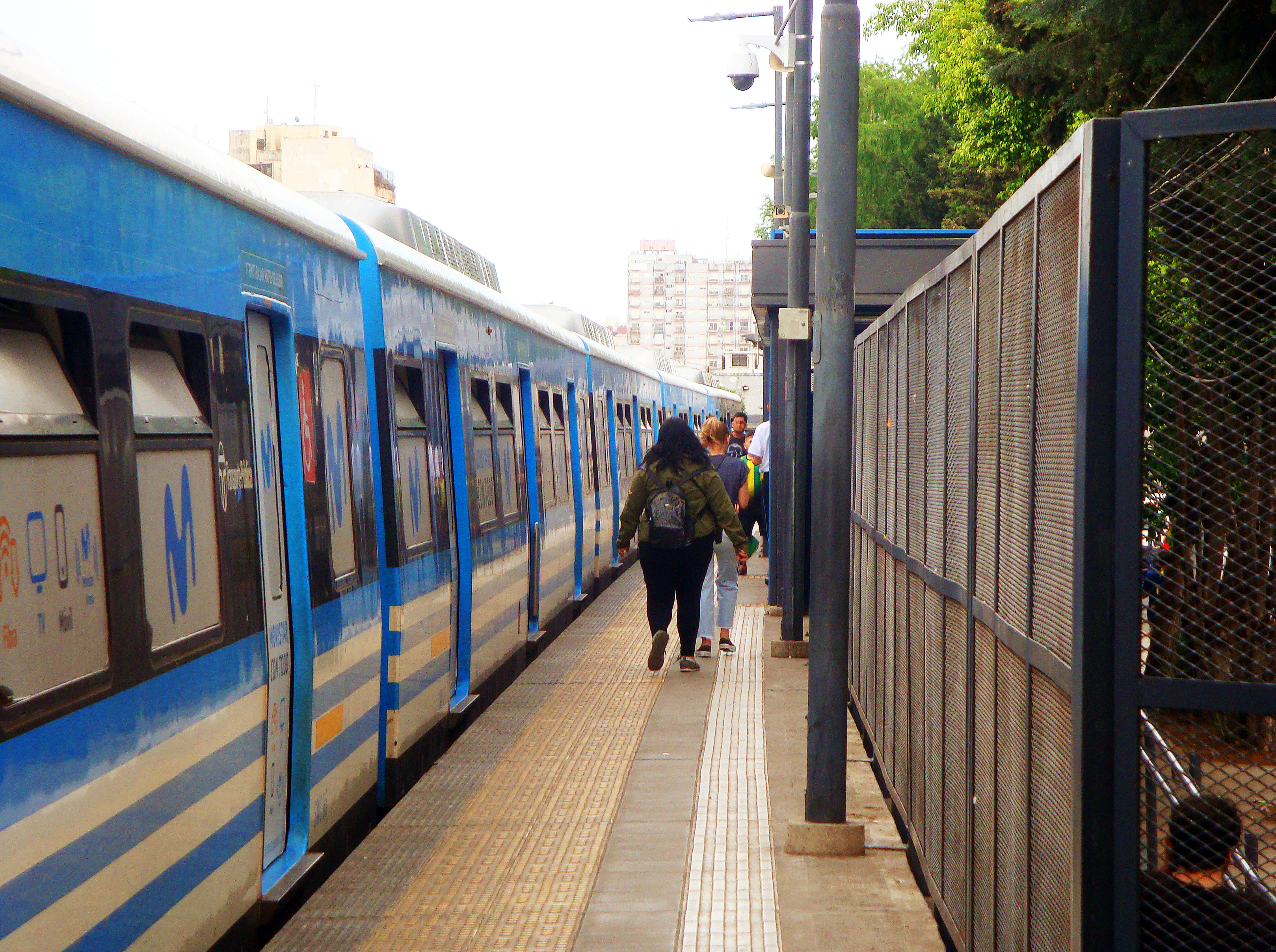
Vista del andén hacia Once
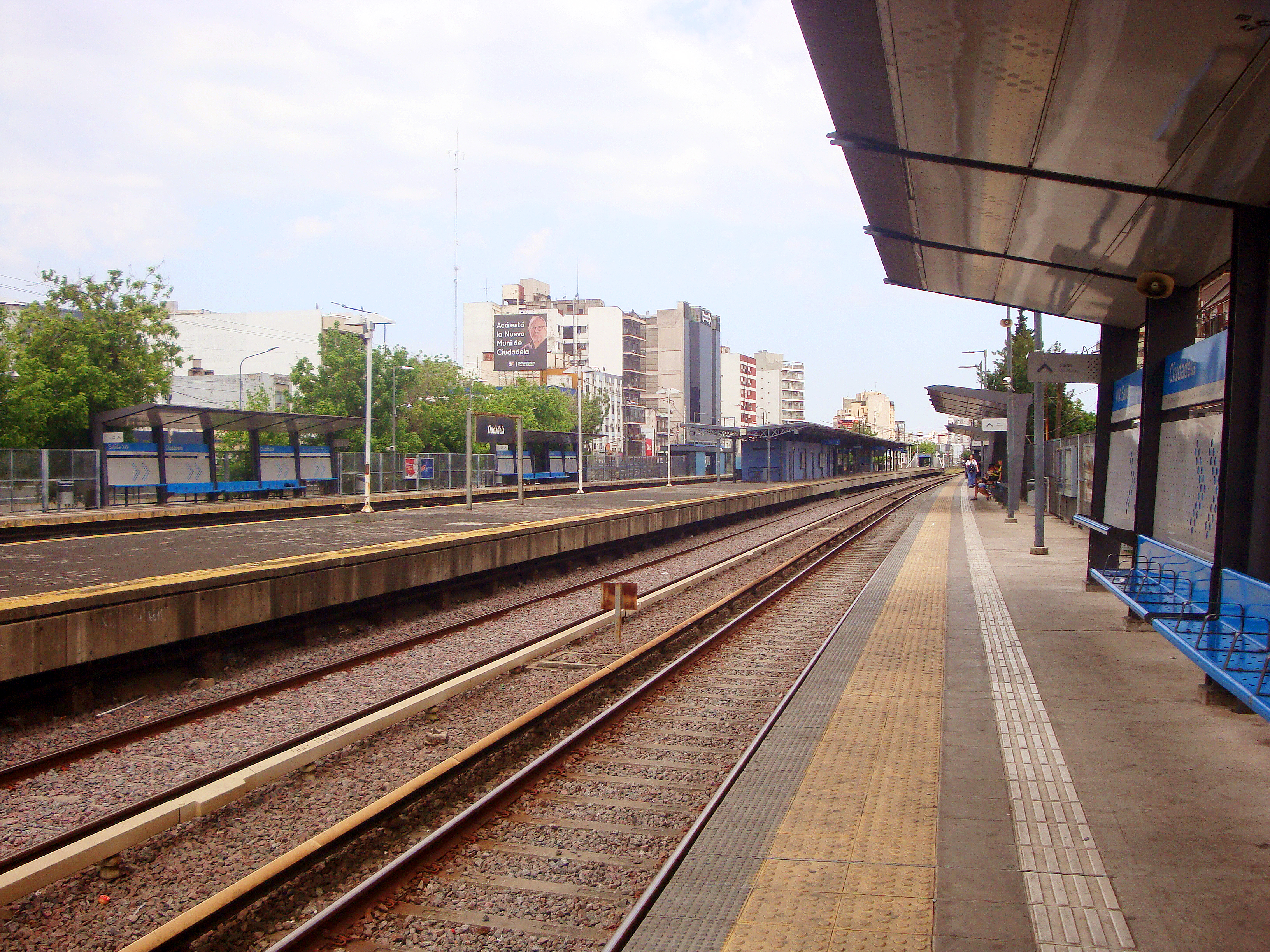
Vista del andén hacia Once
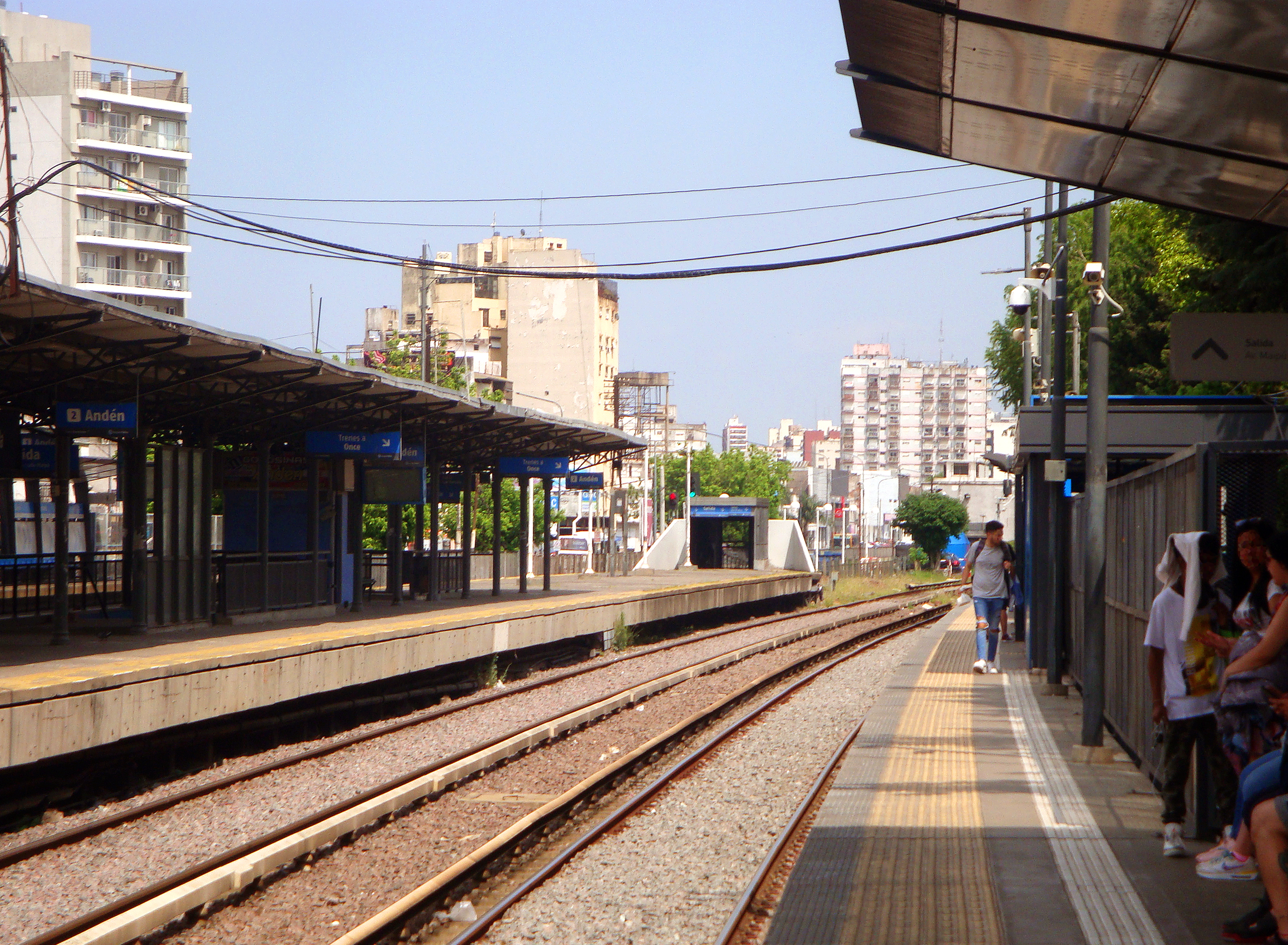
Vista del andén hacia Once
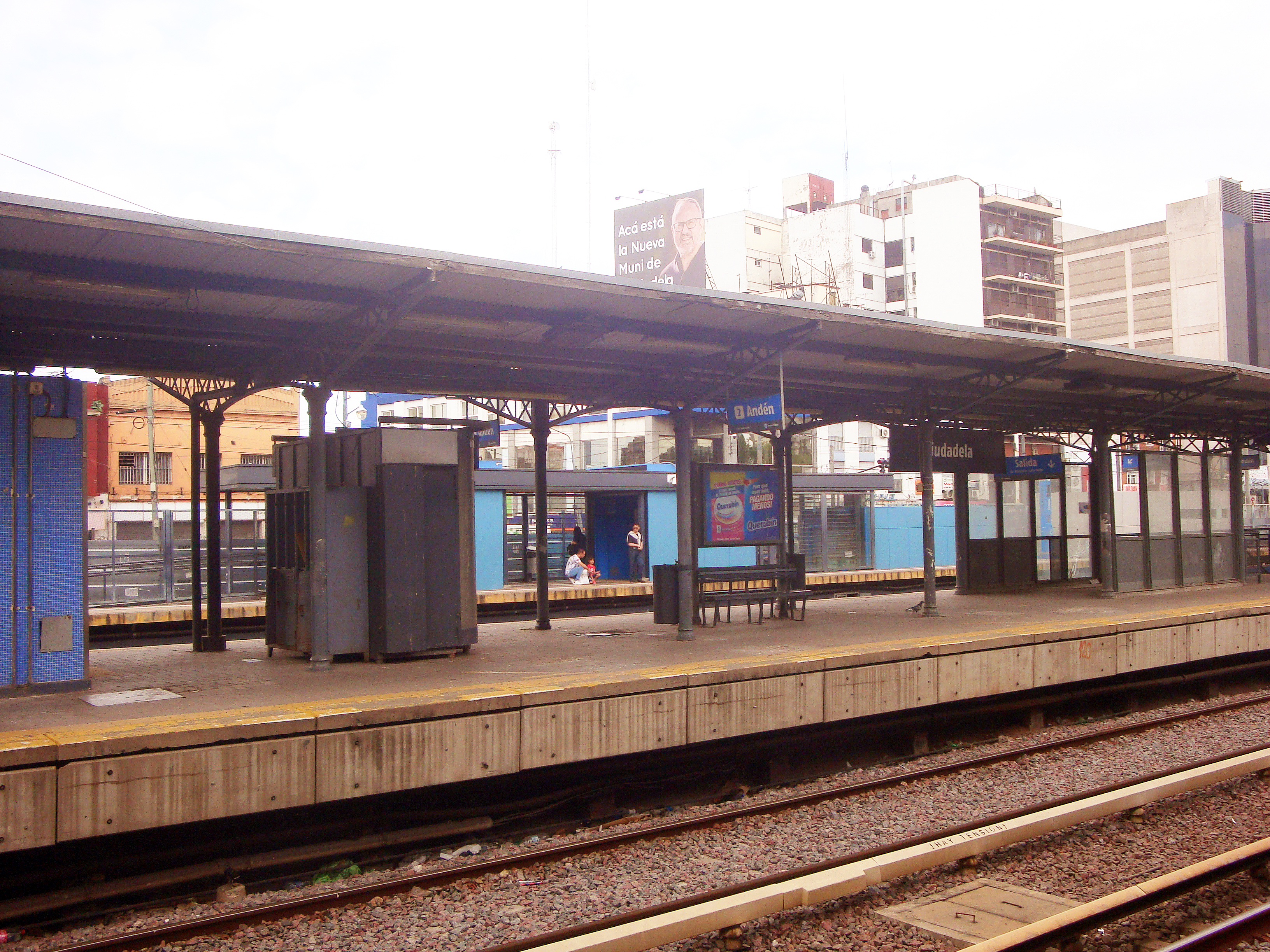
Vista del andén central, desde el andén hacia Once
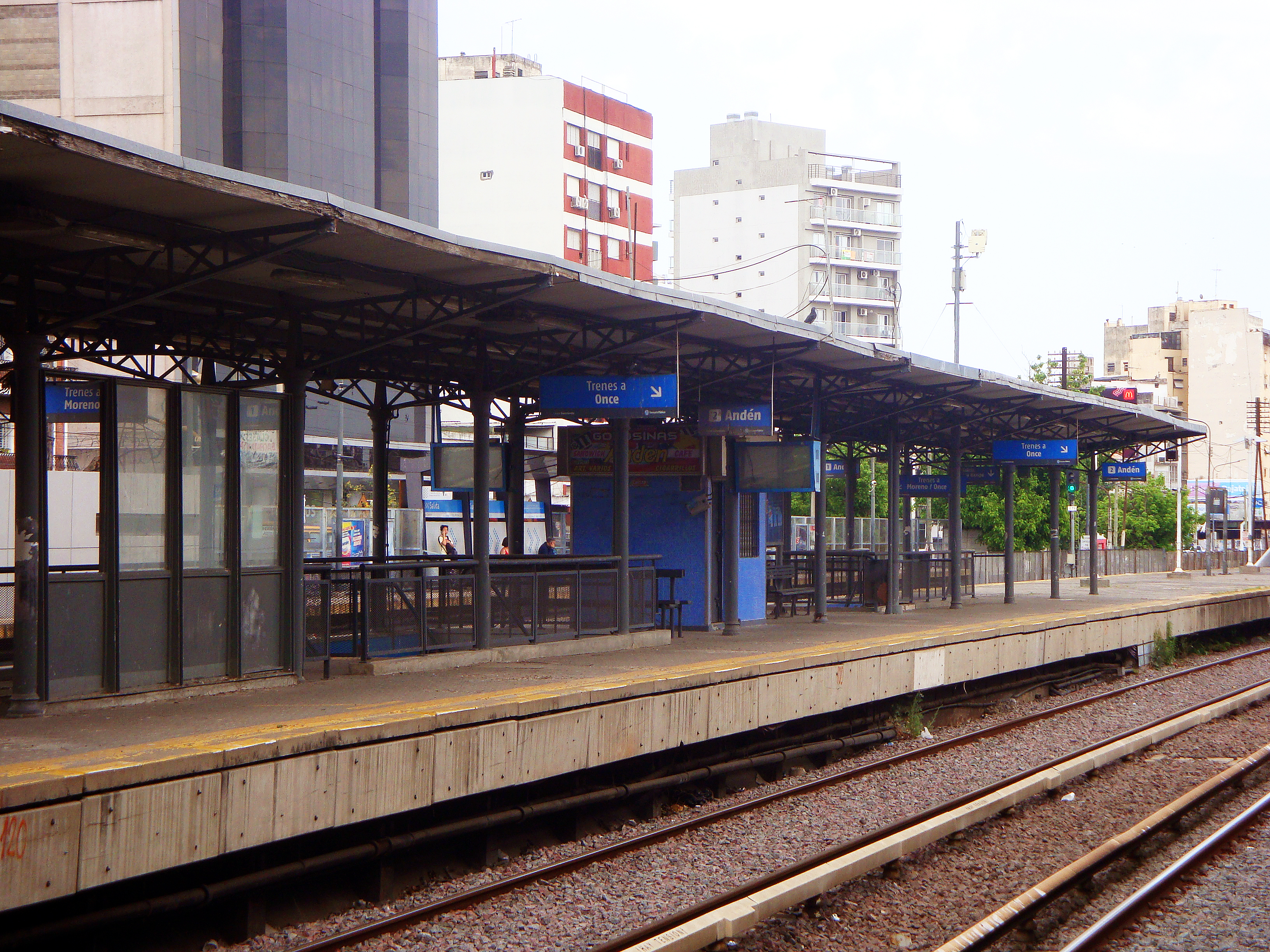
Vista del andén central, desde el andén hacia Once
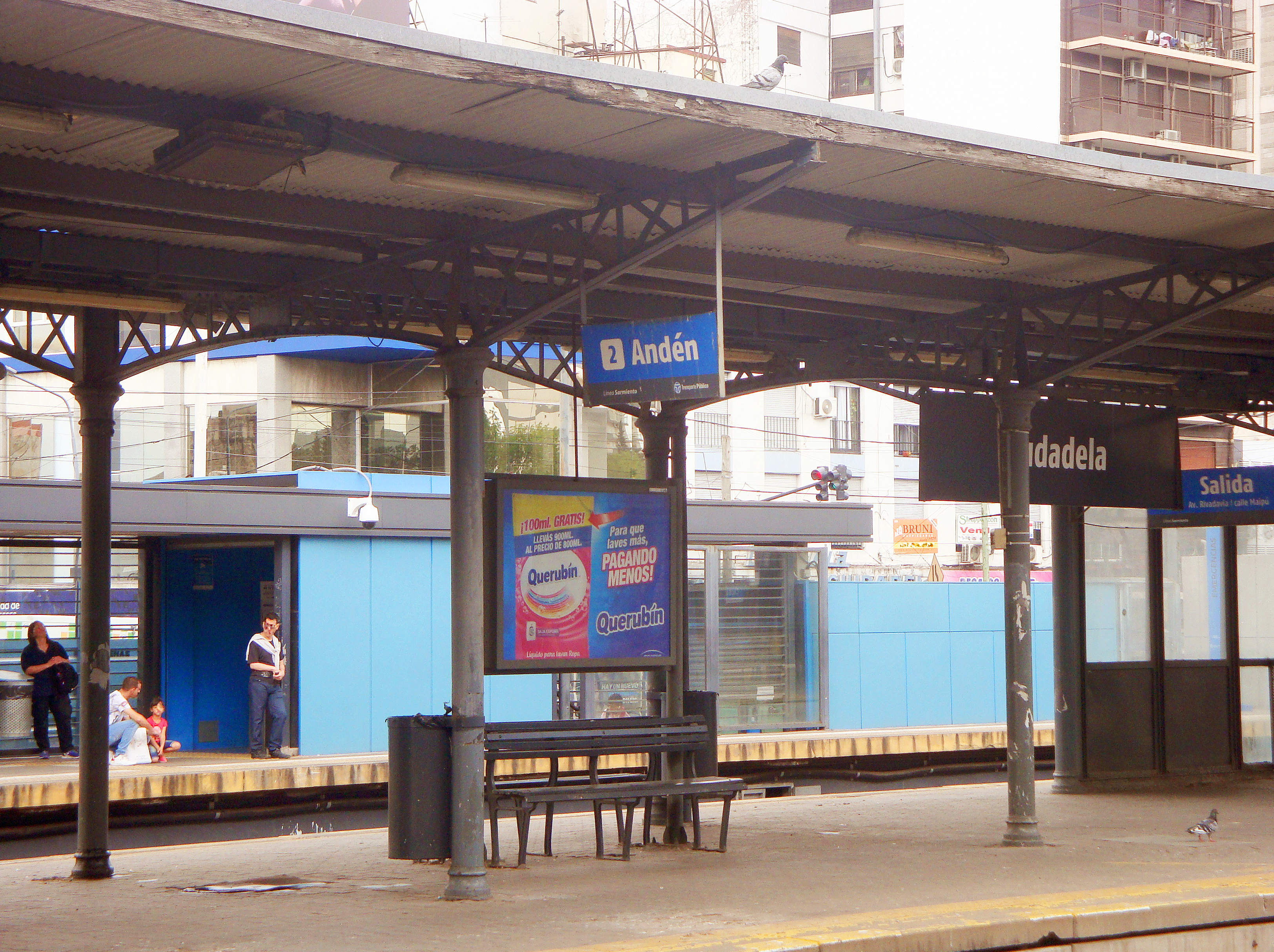
Vista del andén central, desde el andén hacia Once
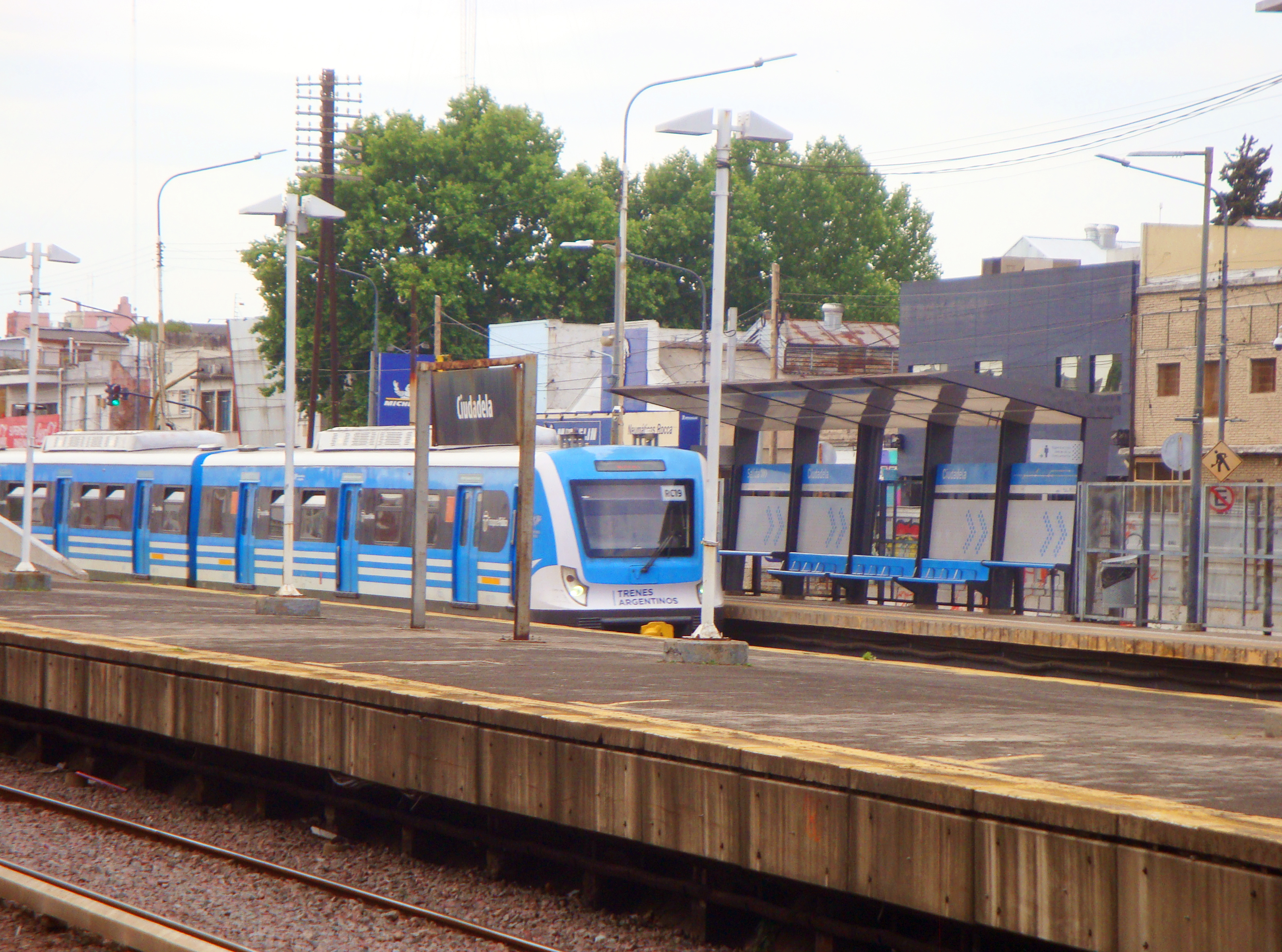
Vista del andén hacia Moreno desde el andén hacia Once
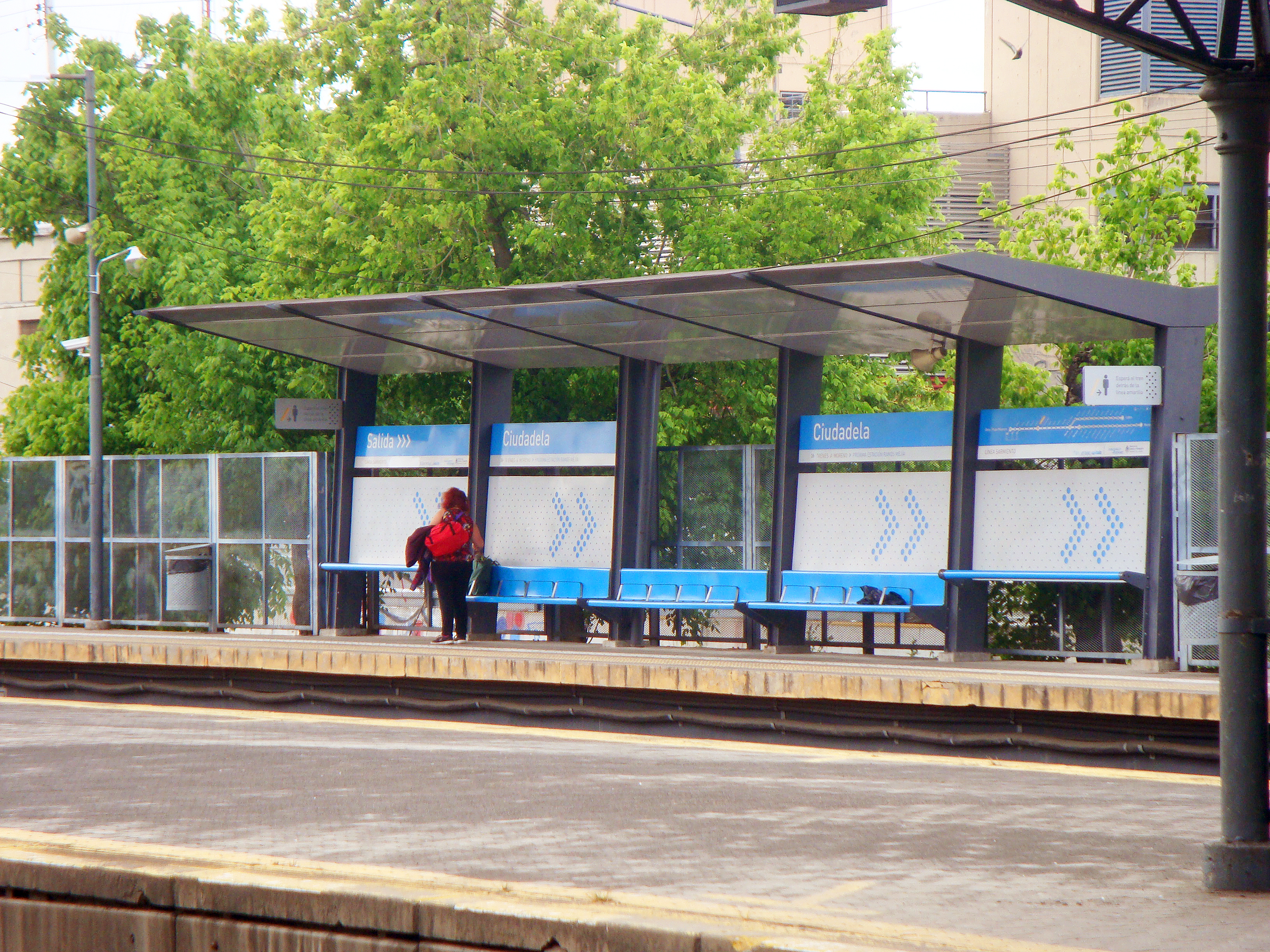
Vista del andén hacia Moreno desde el andén hacia Once
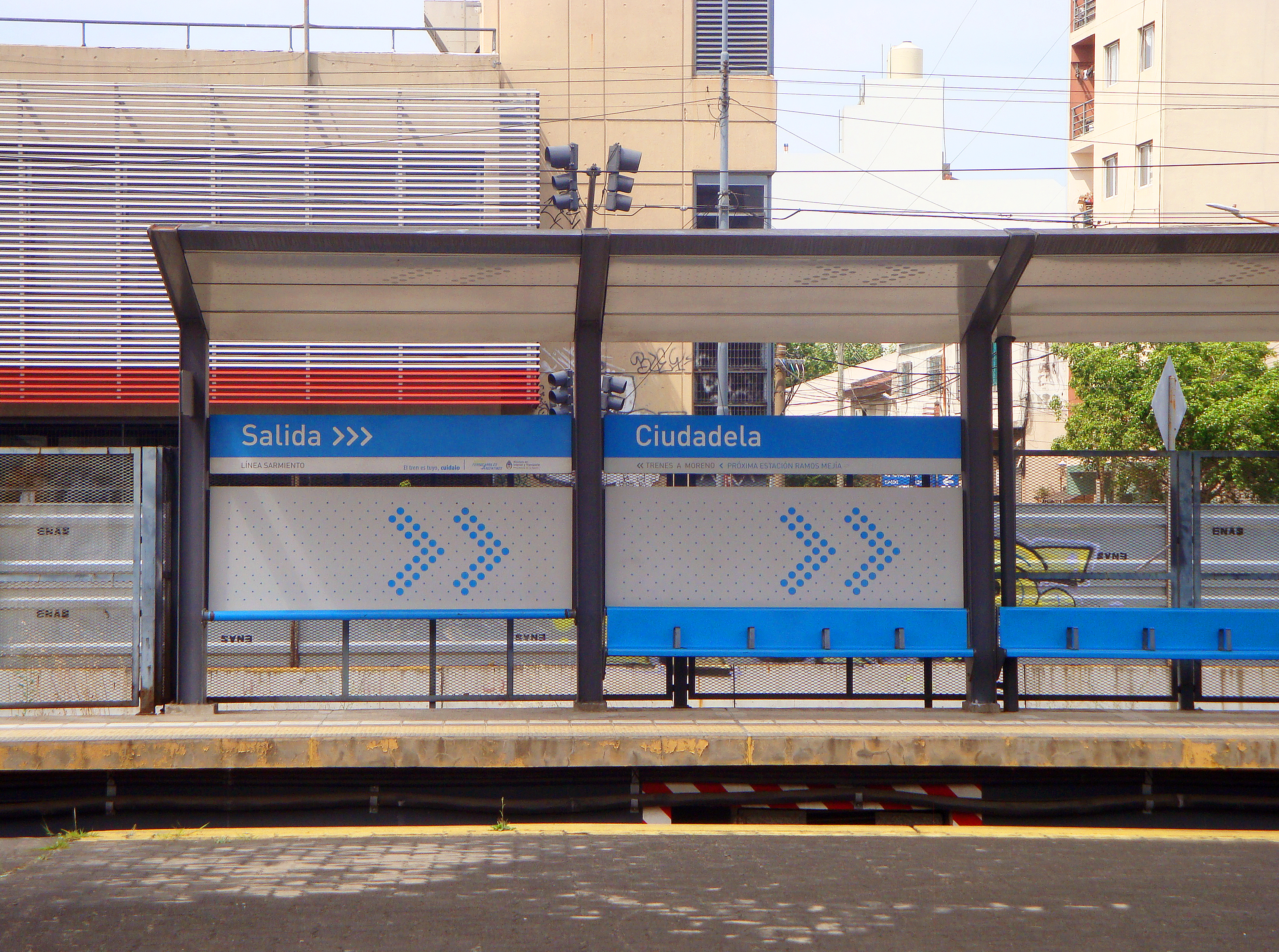
Vista del andén hacia Moreno desde el andén hacia Once
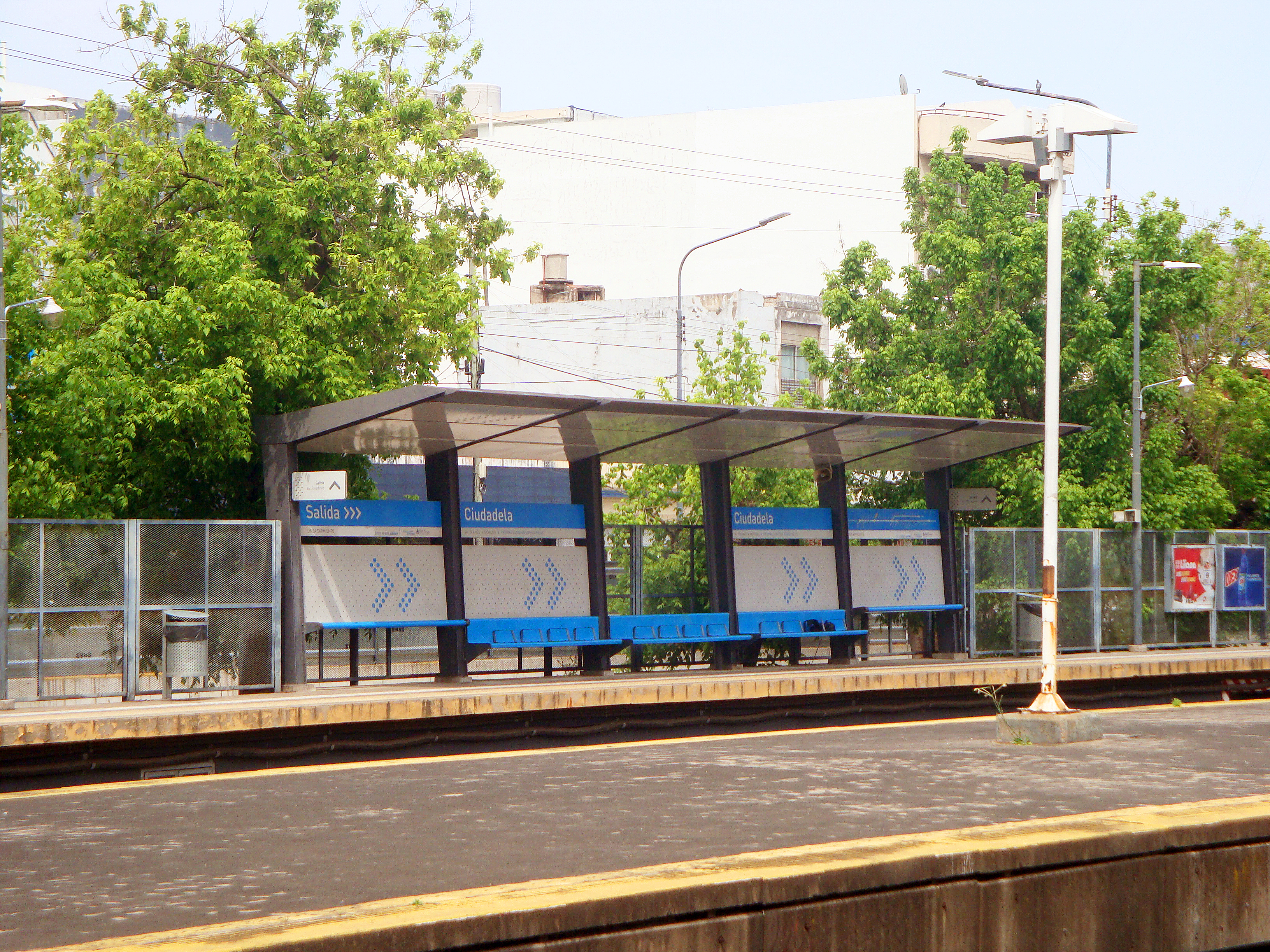
Vista del andén hacia Moreno desde el andén hacia Once
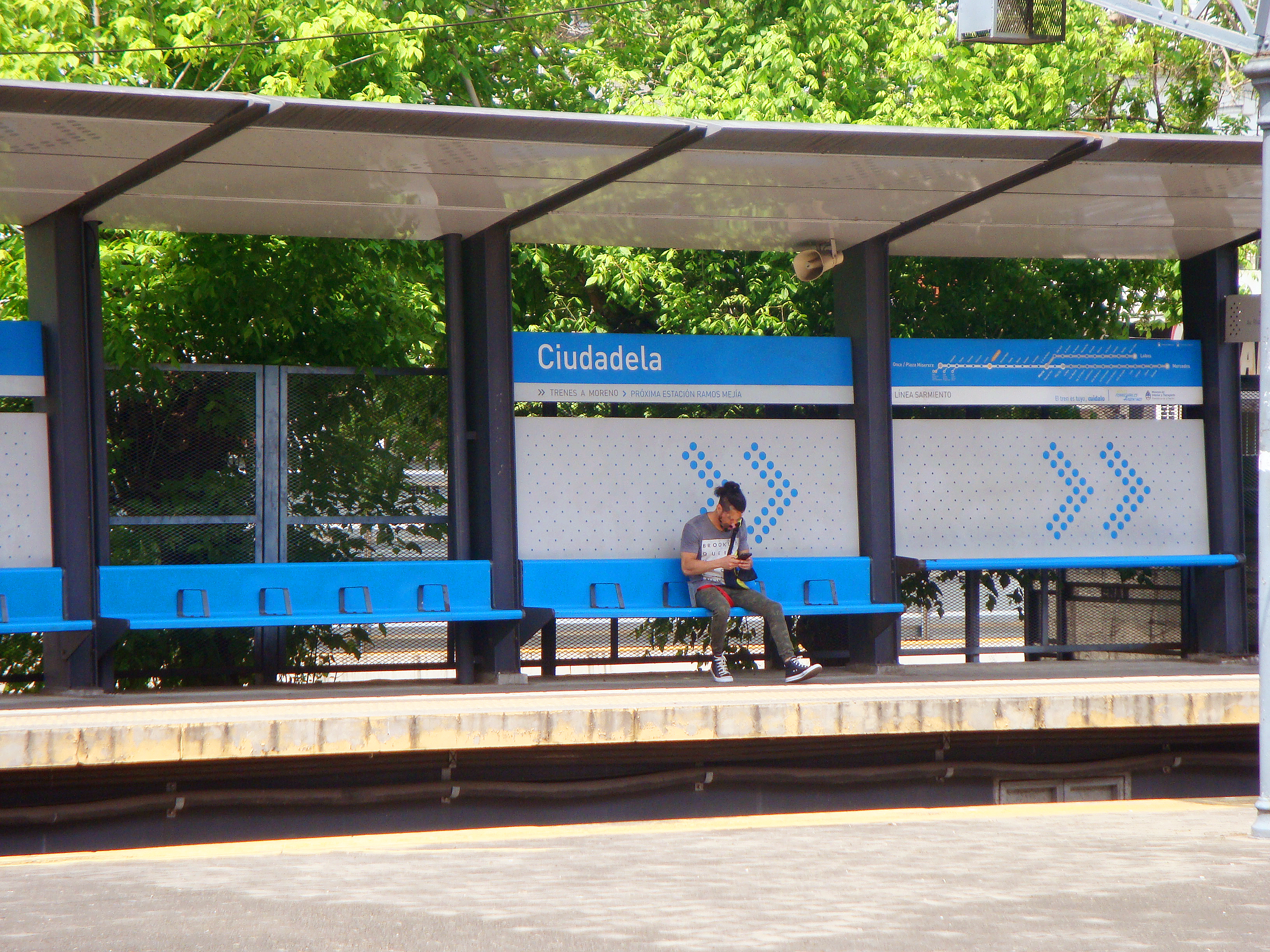
Vista del andén hacia Moreno desde el andén hacia Once
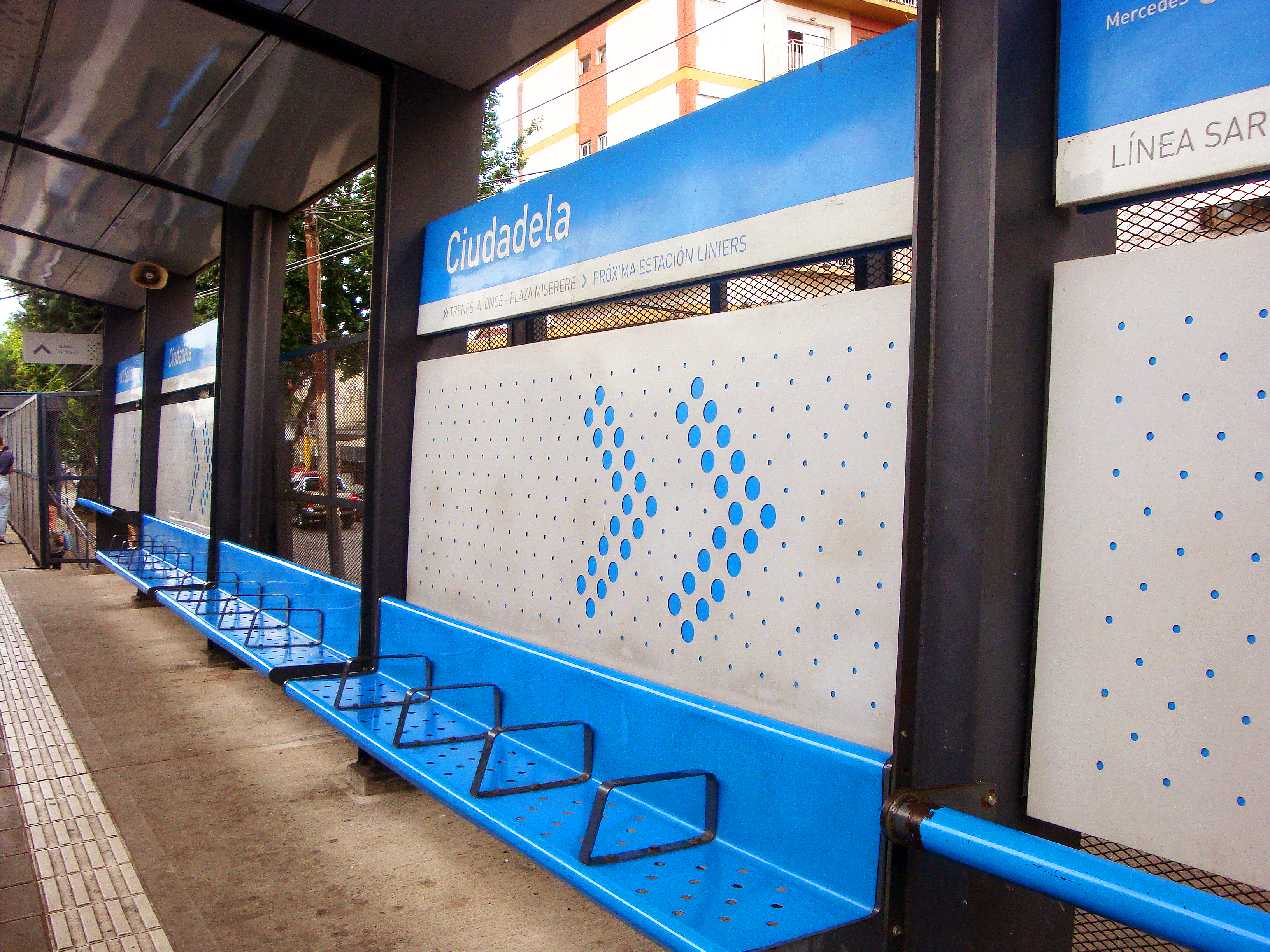
Módulos de espera
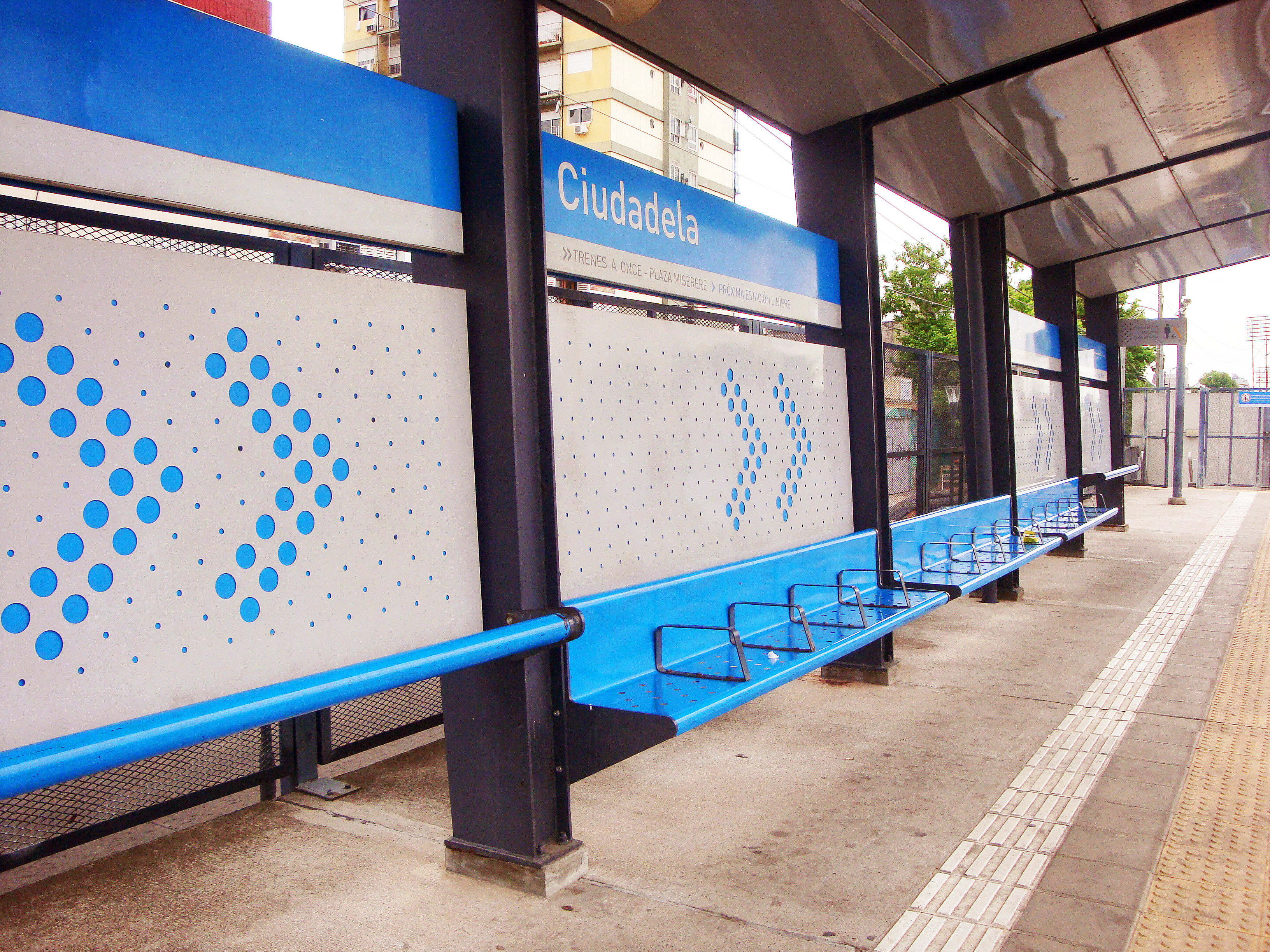
Módulos de espera
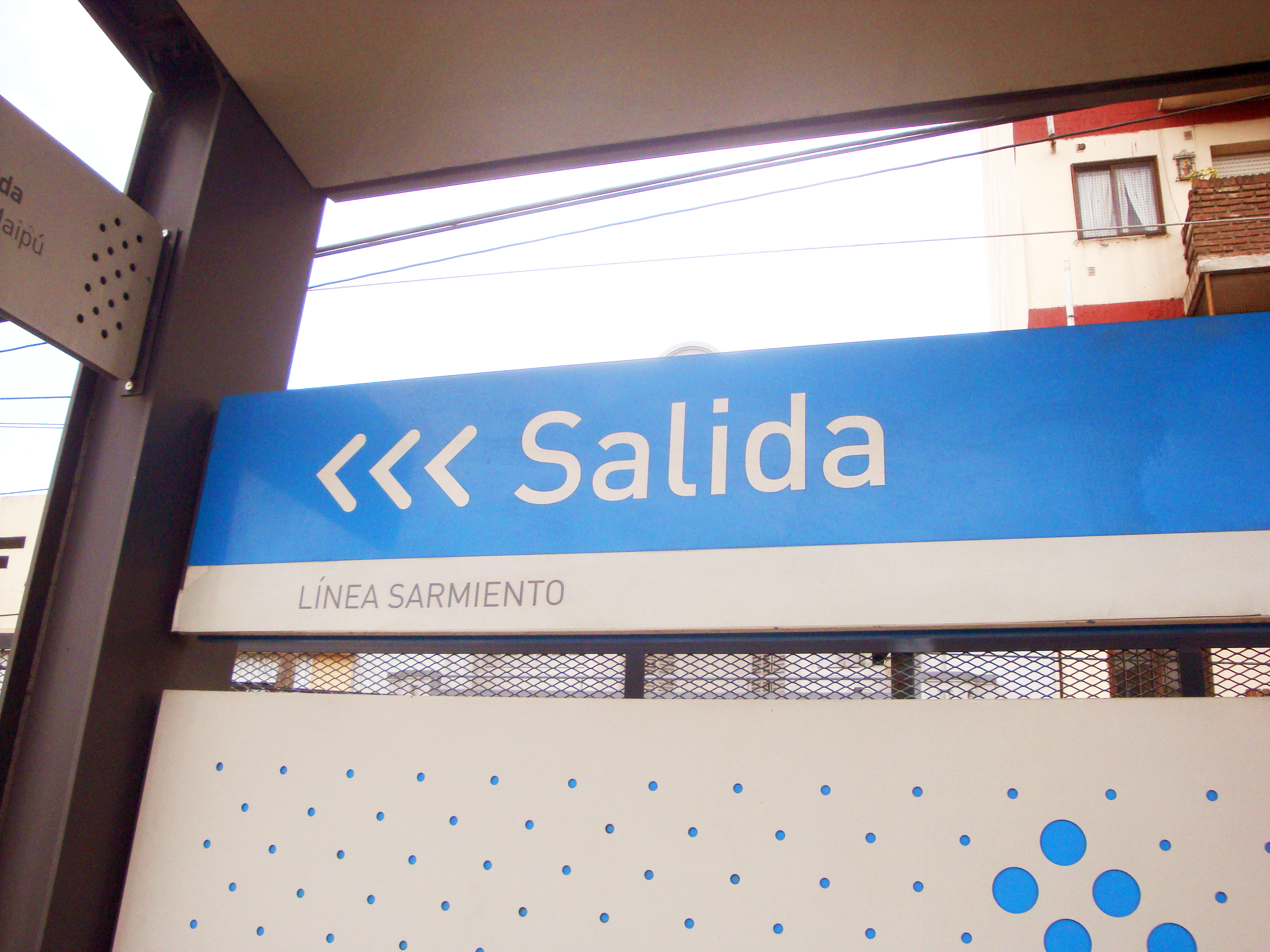
Señalética de la estación
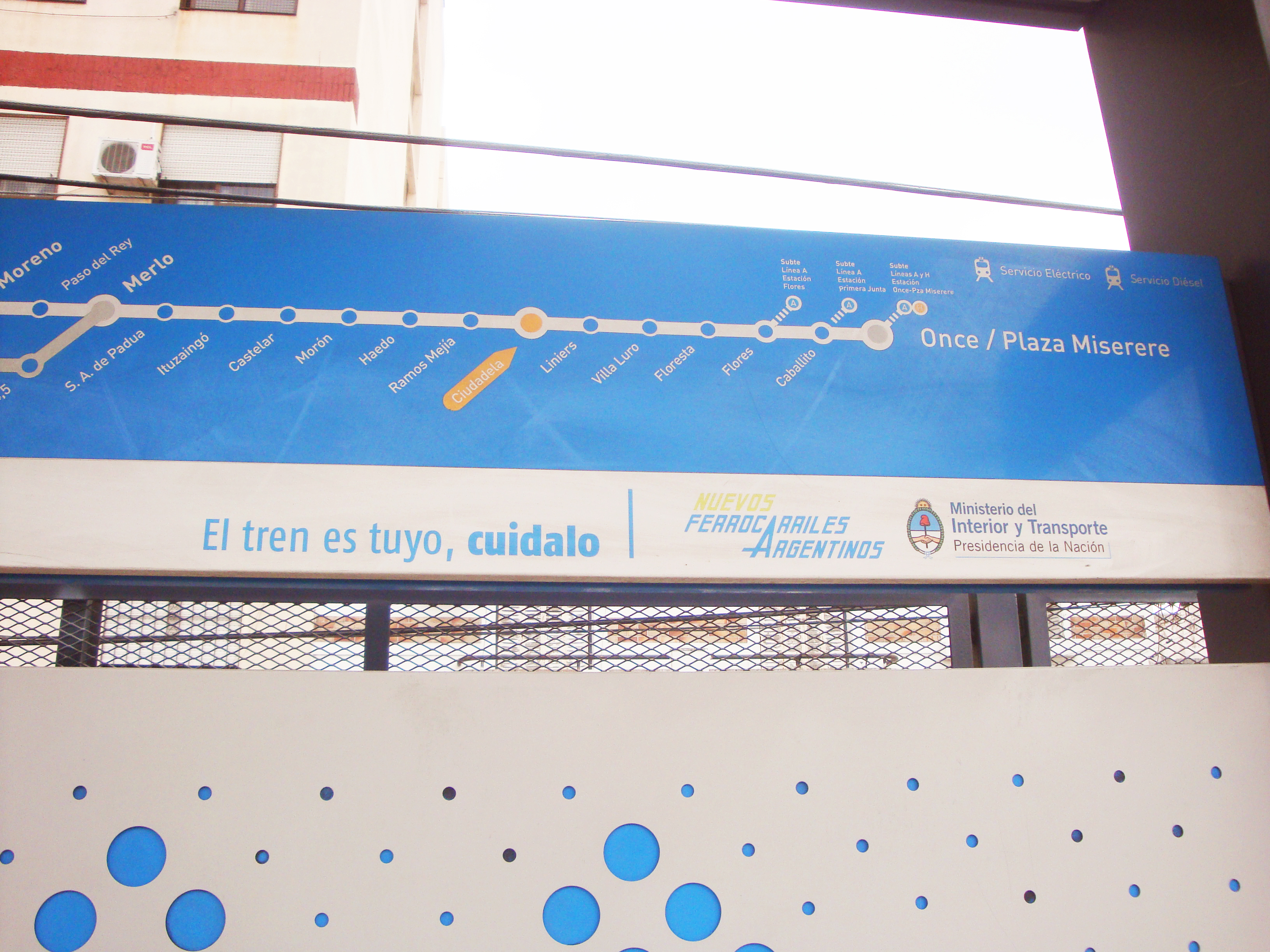
Señalética de la estación
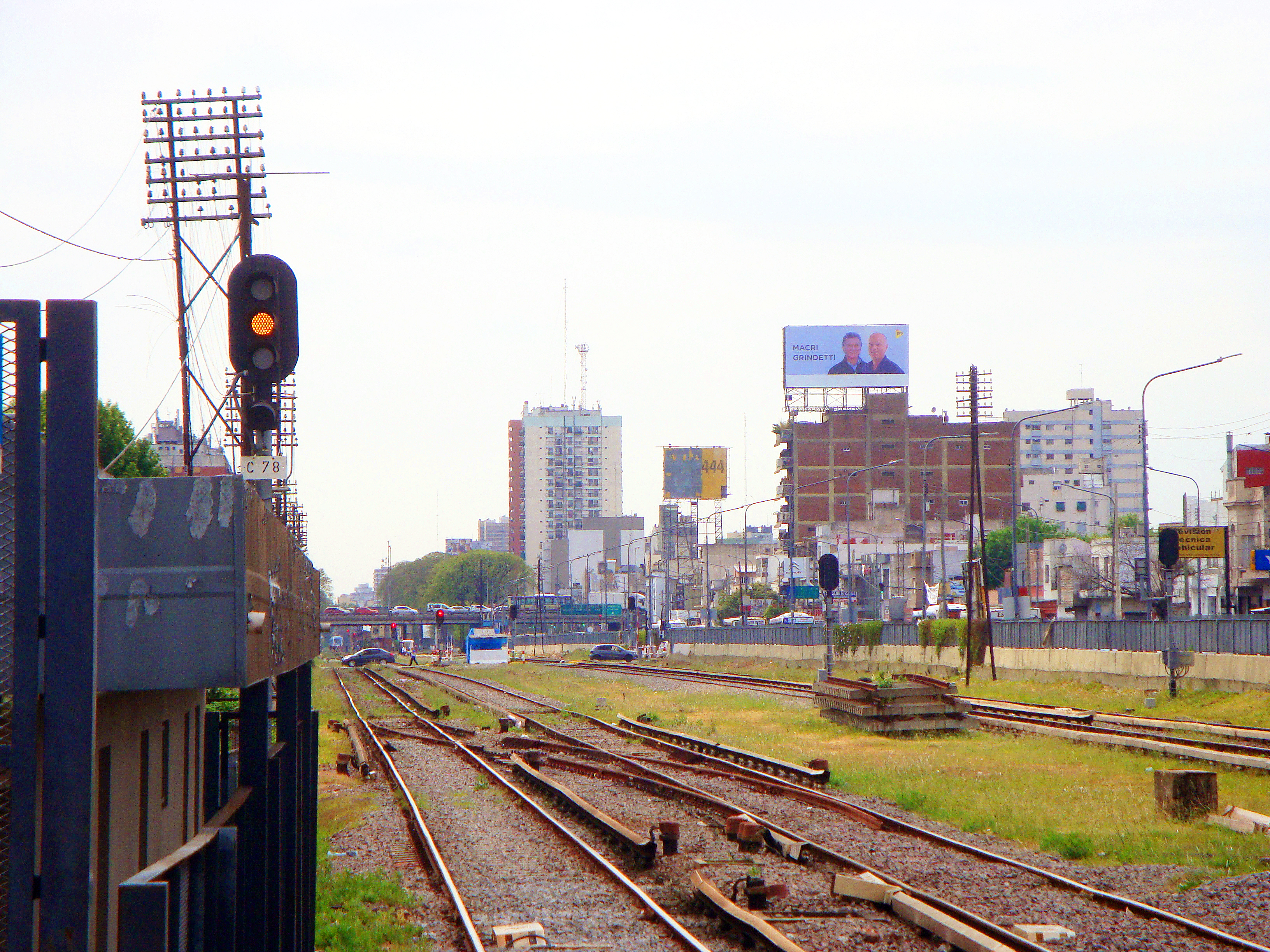
Vista del Puente Liniers desde el andén hacia Once